# ジュエルに気をつけろ!
『ジュエルに気をつけろ!』（原題: One Night at McCool's）は、2001年にアメリカで公開されたコメディ映画。

## ストーリー
誰もが羨む美女ジュエルは、マイホーム購入を夢見ていた。そんなある日、彼女はバーテンダーのランディ、中年刑事のデリング、弁護士のカールといった3人の男性と知り合う。彼女はそれぞれの好みの女性を演じることで、マイホームを手に入れようと考える。

## キャスト
| 役名           | 俳優                         | 日本語吹替 |
| -------------- | ---------------------------- | ---------- |
| ジュエル       | リヴ・タイラー               | 岡本麻弥   |
| ランディ       | マット・ディロン             | 堀内賢雄   |
| デリング刑事   | ジョン・グッドマン           | 石田太郎   |
| カール弁護士   | ポール・ライザー             | 山路和弘   |
| バーマイスター | マイケル・ダグラス           | 小川真司   |
| ジミー神父     | リチャード・ジェンキンス     | 池田勝     |
| グリーン医師   | リーバ・マッキンタイア       | 深見梨加   |
| ユタ／エルモ   | アンドリュー・ダイス・クレイ | 大塚芳忠   |
| ジョーイ       | レオ・ロッシ                 | 中多和宏   |
| グレッグ       | エリック・シェイファー       | 岩崎ひろし |

- その他日本語吹き替え：朴璐美、米山奈緒、田中正彦、伊藤和晃、長克巳、磯辺万沙子